# McKee (Kentucky)
Pour les articles homonymes, voir McKee.
La ville de McKee est le siège du comté de Jackson, dans le Commonwealth du Kentucky, aux États-Unis. Sa population s’élevait à 800 habitants lors du recensement de 2010, estimée à 788 habitants en 2016.

## Histoire
La localité a été nommée d’après le juge George R. McKee. Elle a été incorporée le 1er avril 1882.

## Source
- (en) Cet article est partiellement ou en totalité issu de l’article de Wikipédia en anglais intitulé « McKee, Kentucky » (voir la liste des auteurs).